# Cirrus Communications
Cirrus Communications est une maison de production québécoise. Depuis 1996, Cirrus Communications, membre d’Attraction Media, est l’une des plus importantes maisons de production au Québec. Les séries « La Vie, la vie », « Nos Étés », les documentaires « Urbania, Montréal en 12 lieux », « Outlaw Bikers », les films C.R.A.Z.Y. et Nitro ne sont que quelques exemples de productions de grande qualité qui font sa renommée. Au grand écran en 2009, 5150, Rue des Ormes et à la télévision, les saisons suivantes de La Galère, Belle-Baie et Tout sur moi et les documentaires Un monde sans pitié, et L’homme-Volant (Jetman).